# Polders van Albert en Isabella
De Polders van Albert en Isabella vormen een complex van polders in de Nederlandse provincie Zeeland, dat gelegen is tussen Sas van Gent, Philippine en Boekhoute.
Na inundaties op het eind van de 16e eeuw werd dit gebied herdijkt van 1612 tot 1848.
Het complex omvat de volgende polders:
- Groote of Oude Sint-Albertpolder
- Kleine of Nieuwe Sint-Albertpolder
- Poelpolder
- Stad Philippinepolder
- Sint-Pieterspolder
- Verdronken polder
- Philippinepolder
- Grote Isabellapolder
- Kleine Isabellapolder